# Alborada, Mexiko
Alborada är en ort i Mexiko.   Den ligger i kommunen Querétaro och delstaten Querétaro Arteaga, i den centrala delen av landet, 190 km nordväst om huvudstaden Mexico City. Alborada ligger 1 802 meter över havet och antalet invånare är 156.
Terrängen runt Alborada är platt åt sydväst, men åt nordost är den kuperad. Runt Alborada är det tätbefolkat, med 849 invånare per kvadratkilometer. Närmaste större samhälle är Santiago de Querétaro, 7,7 km öster om Alborada. Omgivningarna runt Alborada är en mosaik av jordbruksmark och naturlig växtlighet.